# Det regionala parlamentet i Krim
Det regionala parlamentet i Krim är Autonoma republiken Krims lagstiftande organ och är numera de facto Republiken Krims regionala parlamentet och ligger i Simferopol. Parlamentet ("Krims högsta råd") har hundra ledamöter. 
Parlamentet antog 1991-2014 enligt den ukrainska konstitutionen beslut och resolutioner föreskrivna att verkställas inom den autonoma republiken. Det exekutiva organet representeras av ministerrådet, det vill säga regeringen, som leddes av premiärministern, och som var ansvarigt inför och tillsattes och avsattes av parlamentet med den ukrainska presidentens godkännande. Enligt den officiella ukrainska definitionen bestäms auktoriteten hos, utformningen av och verksamheten i parlamentet av den ukrainska konstitutionen och ukrainska lagar samt enligt normativa legala handlingar utfärdade av parlamentet i ärenden som anses ligga inom dess juridiska kompetensområde. Den autonoma republiken saknar numera president och nominell statschef är Ukrainas president. 
Den autonoma republiken och sedan Republiken Krim har egen flagga och statsvapen. Den autonoma republiken hade en egen konstitution, men lagarna var anpassade efter den ukrainska konstitutionen och sedan det ukrainska parlamentet 1994 hotade att upplösa Krims autonoma status fattades inga beslut i Krim som stred mot ukrainsk lagstiftning. 
Krims parlamentet deklarerade Republiken Krims självständighet 11 mars 2014. och efter den Ryska federationens annektering och en lokal folkomröstning om Krims status är numera parlamentet de facto Republiken Krims regionala parlamentet i Ryska federationen. Nyval till det regionala parlamentet i Krim avhölls 14 september 2014.  Resultat blev att Enade Ryssland fick 71,06% av rösterna och Liberaldemokratiska partiet fick 8,14%. Valdeltagandet var 53,61%.